# Železniško postajališče Hudajužna
Železniško postajališče Hudajužna je eno izmed železniških postajališč v Sloveniji, ki oskrbuje bližnje naselje Hudajužna.